# Flávia Morais
Flávia Carreiro Albuquerque Morais (Belo Horizonte, 26 de abril de 1969), é uma professora e política brasileira. Filiada ao PDT, é deputada federal pelo estado de Goiás.

## Biografia
Começou a carreira política na década de 1980, pelo PMDB, onde conheceu George Morais. Em 1990, apoiou Iris Rezende ao governo.
Em 1993, tornou-se primeira dama de Santa Bárbara de Goiás.
Em 1994, apoiou Maguito Vilela e Lula.
Em 1998, apoiou Iris Rezende. Em 2002, apoiou Marconi Perillo e Lula. No mesmo ano, pelo Partido da Social Democracia Brasileira (PSDB), foi eleita deputada estadual. Em 2006, foi reeleita deputada estadual. Mesmo sendo do PSDB, apoiou Alcides Rodrigues e Lula.
Em 2007, foi nomeada secretária no governo Alcides, licenciando-se da vaga no parlamento.
Em 2009, desfiliou-se do PSDB, em razão de apoiar Lula em 2002 e 2006, contra os candidatos de seu partido. Flávia filiou-se ao Partido Democrático Trabalhista (PDT).
Em 2010, foi eleita deputada federal. Apoiou Iris Rezende e Dilma Rousseff.
Em 2014, foi reeleita deputada federal para a 55.ª legislatura (2015-2019), pelo PDT. Apoiou Marconi Perillo e Dilma Rousseff.
Antes contra o impeachment, Flávia desmentiu rumores de que estaria indecisa, afirmando que era contra o impeachment. Em 17 de abril de 2016, trocou o voto contrário por favorável ao impeachment da presidente Dilma Rousseff. Mesmo assim, em 31 de maio de 2016, o PDT decidiu não expulsar os parlamentares, mas suspendê-los por 40 dias.
Votou a favor a PEC do Teto dos Gastos Públicos. Em abril de 2017, votou contra a Reforma Trabalhista. Em agosto de 2017, votou contra o processo em que se pedia abertura de investigação do então Presidente Michel Temer.